# آبشار گیت‌گیت
آبشار گیت‌گیت (به انگلیسی: Gitgit Waterfall ) آبشاری است که در بالی، اندونزی واقع شده و ارتفاع کلی ریزشگاه آن ۳۵ متر است.